# Otto Benecke Stiftung
Die Otto Benecke Stiftung e. V. (OBS) ist ein gemeinnütziger und politisch neutraler Verein mit Sitz in Bonn, Köln und Berlin. Er wurde 1965 durch die Mitgliedsverbände des damaligen Deutschen Bundesstudentenrings gegründet und nach dem früheren Studentenführer Otto Benecke benannt. Vorläufereinrichtung der OBS war das Sozialamt des Bundesstudentenrings, das bereits seit 1953 Flüchtlingsstudenten aus der DDR und Osteuropa betreut hatte.

## Aufgaben
Die OBS führt Projekte zur Integration von Zugewanderten durch, früher vor allem DDR-Flüchtlinge und Spätaussiedler, heute zunehmend Flüchtlinge aus Bürgerkriegs- und anderen Krisengebieten. Sie fördert zugewanderte Studienbewerber, Studierende, sowie zugewanderte Akademiker nach den Richtlinien des „Garantiefonds Hochschule“ (RL-GF-H) durch Sprachkurse, Abiturlehrgänge und Seminare. Sie hilft bei der Suche nach Praktika, Ausbildungsplätzen und Arbeitsstellen.
Die OBS engagiert sich in Projekten, die Initiativen zur gesellschaftlichen Integration unterstützen sowie gemeinsames Handeln von zugewanderten und einheimischen Jugendlichen und Erwachsenen initiieren. Sie unterstützt die Fort- und Weiterbildung von Migrantenorganisationen. International engagiert sich die OBS insbesondere für die Belange ethnischer Minderheiten in mittel- und osteuropäischen Ländern, indem sie den Fachkräfte- und Jugendaustausch fördert.
Konzeptionelle Impulse der Integrationspolitik bündelt die OBS auf dem von ihr seit 1995 durchgeführten „FORUM MIGRATION“: Jährlich wird ein aktuelles Thema aus dem Arbeitsfeld Migration und Integration behandelt und aus unterschiedlichen Perspektiven diskutiert. Die zentralen Beiträge jeder Jahrestagung werden in einer eigenen Schriftenreihe „Beiträge der Akademie für Migration und Integration“ veröffentlicht.
Von 1978 bis 1982 und nach einer Unterbrechung von 1985 bis 2009 führte die OBS das sog. „Akademikerprogramm“ durch, das – zunächst schrittweise – ab 2006 bis zum 30. September 2013 in das sogenannte „AQUA-Programm“ überführt wurde, das vom Bundesministerium für Bildung und Forschung finanziert wurde.
Von Oktober 2012 bis April 2017 war die Stiftung Gesellschafterin der von ihr mitgegründeten German Doctor Exchange GmbH, die Ärzte aus dem Ausland auf eine berufliche Tätigkeit in Deutschland vorbereiten soll. Geschäftsführer dieser GmbH waren Lothar Theodor Lemper und Swjatoslaw Aksamitowski. Im Mai 2017 übernahm die Allgeier SE sämtliche Anteile und integrierte das Unternehmen in den Geschäftsbereich der Allgeier Experts.

## Projekte

### I. Akademische Zuwanderer
- Garantiefonds Hochschule
  - Mit dem Bundesprogramm Garantiefonds Hochschule fördert die OBS im Auftrag des Bundesministeriums für Familie, Senioren, Frauen und Jugend (BMFSFJ) junge, bleibeberechtigte Zuwanderer, die in Deutschland die Hochschulreife erwerben, sich auf ein Hochschulstudium vorbereiten oderfortsetzen wollen – und zwar durch Maßnahmen wie studienvorbereitende Intensivsprachkurse, Kurse zur Erlangung der deutschen Fachhochschul- bzw. Hochschulreife, Kurse zum Erlernen der englischen Sprache oder Seminare, die auf das Studium und/oder besondere Bewerbungs- und Prüfungstermine vorbereiten.

- Seminarprogramm
  - In Verbindung zum Garantiefonds Hochschule stehen die studienvorbereitenden Angebote des „Seminarprogramms“: sie bieten Orientierung und Information für den Einstieg in Studium und Arbeitswelt. Angeboten werden Kurse zu Themen wie Einführung in das deutsche Wirtschaftssystem, Fit für das Studium, CAD-Kurs zur Vorbereitung auf ingenieurwissenschaftliche Studiengänge, IT-Kurse für Studierende, Prüfungsvorbereitung und Testverfahren, Bewerbungstraining etc.
- Hochschulprogram
  - An über 25 Hochschulen in ganz Deutschland beraten und unterstützen studentische Betreuerteams junge  Zuwanderer im Rahmen des „Hochschulprogramms“.

### II. Berufliche Perspektiven
- GidA – „Gemeinsam in die Ausbildung“: Mit dem Modellprojekt „Gemeinsam in die Ausbildung“ bereitet die OBS in Kooperation mit den Bildungszentren des Handwerks in Duisburg, Recklinghausen und Gera geflüchtete und benachteiligte junge Menschen auf eine Ausbildung im Handwerk vor
- Im Rahmen des IQ Netzwerkes NRW erhalten zugewanderte Betriebswirte und Ingenieure fachspezifische Deutschkenntnisse und überfachliche Qualifikationen wie Präsentationstechniken und Projektarbeit.
- Im Rahmen des IQ Netzwerkes Berlin berät die Zentrale Erstanlaufstelle Anerkennung (ZEA) zur Anerkennung im Ausland erworbener Berufsqualifikationen und unterstützt bei der Suche nach Qualifizierungen im Kontext des Anerkennungsverfahrens. Geschult werden Multiplikatoren der Arbeitsverwaltung und beraten.

- KAUSA Servicestelle Bonn/Rhein-Sieg: Ziel der KAUSA Servicestelle Bonn/Rhein-Sieg in Trägerschaft der OBS ist es, mehr Unternehmer für die duale Berufsausbildung zu gewinnen. Auch sollen Jugendliche mit Zuwanderungsgeschichte für die duale Ausbildung gewonnen und deren Eltern bei der beruflichen Orientierung ihrer Kinder unterstützt werden.

### III. Gesellschaftliches Miteinander
- Mit den Projekten JUMPin.NRW und YOU.PA erhalten ehrenamtlich tätige junge Menschen mit Migrationsgeschichte Qualifizierungs- und Vernetzungsmöglichkeiten.
- Juroma: Das bereits abgeschlossene Projekt hatte zum Ziel, zugewanderte junge Roma zu mobilisieren, Chancen zur Entwicklung tragfähiger Lebensperspektiven in Deutschland wahrzunehmen. Das gesellschaftliche Umfeld wurde sensibilisiert, Vorurteile und Ressentiments gegenüber Roma in Frage zu stellen und zu überwinden.

- Ma´an – Birlikte – Miteinander: Diese OBS-Projekte, im Rahmen des Bundesprogramms Demokratie leben! (BMFSFJ), sollen insbesondere muslimische Peergroups motivieren und mobilisieren, sich gegen Tendenzen der Radikalisierung Jugendlicher zu richten.
- MITWIRKEN – Mitbestimmung und Eigenverantwortung der Geflüchteten: Das Projekt unterstützt die Selbstverwaltung von Geflüchteten in Flüchtlingsunterkünften. Das Modellprojekt wird im Rahmen des Bundesprogramms Demokratie leben! gefördert vom BMFSFJ.
- Migrantinnen in die Kommunalpolitik: Qualifizierung von Migrantinnen für eine Mitarbeit in Organisationen und Parteien auf kommunaler Ebene (Bundeszentrale für politische Bildung).

### IV. Nachdenken über Integration
- Forum Migration: Konzeptionelle Impulse der Integrationspolitik bündelt die OBS auf dem von ihr seit 1995 durchgeführten „FORUM MIGRATION“: Jährlich wird ein aktuelles Thema aus dem Arbeitsfeld Migration und Integration behandelt und aus unterschiedlichen Perspektiven diskutiert. Die zentralen Beiträge jeder Jahrestagung werden in einer eigenen Schriftenreihe „Beiträge der Akademie für Migration und Integration“ veröffentlicht[9].

## Finanzierung
Größter Zuwendungsgeber ist das Bundesministerium für Familie, Senioren, Frauen und Jugend. Weitere Projektgeber sind das Bundesministerium für Wirtschaft und Energie, das Bundesministerium des Innern, das Bundesministerium für Bildung und Forschung, das Bundesministerium für Arbeit und Soziales, der Europäische Sozialfonds, die Bundeszentrale für politische Bildung sowie mehrere Länderministerien wie z. B. das Ministerium für Kinder, Familie, Flüchtlinge und Integration Nordrhein-Westfalen.
Anfang der 1990er Jahre – auf dem Höhepunkt des Aussiedlerzuzuges – betrug der OBS-Haushalt rund 250 Millionen DM jährlich, 2007 standen 25,5 Millionen € und 2017 23,8 Millionen Euro zur Verfügung.
1991 monierte der Bundesrechnungshof eine „Verschleierung der Ausgaben durch kaum nachvollziehbare Buchungen“ und stellte fest, dass „die Haushaltsführung der Otto Benecke Stiftung e. V. unübersichtlich“ war. Beanstandet wurden insbesondere Zahlungen an die von Mitgliedern der OBS gegründete und dann von der OBS mit der Durchführung des gesamten Sprachkursprogramms beauftragte „Gesellschaft zur Förderung berufsspezifischer Ausbildung“ (GfbA e. V.), deren Geschäftsführer Volker Grellert sich nach Ermittlungen der Frankfurter Staatsanwaltschaft mit rund einer Million DM aus der GfbA-Kasse bedient hatte. Das Finanzmodell von OBS und GfbA war auch innerhalb der OBS umstritten, so kritisierte OBS-Mitglied Peter Nölle, die OBS sei zu einem „Durchlauferhitzer für Geld“ verkommen, das „irgendwo landet“.

## Organisation
Geschäftsführender Vorsitzender war bis Juli 2014 der CDU-Politiker Lothar Theodor Lemper, sein Stellvertreter der SPD-Politiker Wolfgang Roth. Zum 1. August 2014 wechselte Lemper in das neue Amt des Vorsitzenden des Vorstands; zum Geschäftsführer wurde der SPD-Politiker Jochen Welt bestellt. Seit dem Jahr 2017 ist Lothar Theodor Lemper wieder Geschäftsführender Vorsitzender. Seine Stellvertreterin ist die SPD-Politikerin Dagmar Ziegler, MdB.
Vorsitzender des Kuratoriums ist der frühere Regierende Bürgermeister von Berlin Eberhard Diepgen (CDU).

### Präsidenten
- 1969–1980: Rudolf Sieverts
- 1981–1989: Otto Kimminich
- 1990–1992: Dieter-Julius Cronenberg
- 1992–1999: Joseph Bücker
- seit 1999: Lothar Theodor Lemper (2001–2014 und seit 2017 Geschäftsführender Vorsitzender)

### Fachbeirat
Die inhaltliche Ausrichtung der Programme und Projekte wird von einem interdisziplinär besetzten, wissenschaftlichen Fachbeirat begleitet:
- Marianne Krüger-Potratz, Universität Münster (Vorsitz)
- Klaus J. Bade, Universität Osnabrück
- Petra Bendel, Geschäftsführerin am Zentralinstitut für Regionenforschung, Friedrich-Alexander-Universität Erlangen-Nürnberg
- Yasemin Karakaşoğlu, Vizepräsidentin der Universität Bremen, Lehrstuhl für Interkulturalität und Internationalität
- Max Matter, Universität Freiburg
- Dieter Oberndörfer, Universität Freiburg, Vorsitzender Arnold Bergstraesser Institut
- † Wolfgang Picken, Kath. Pfarrer, seit 2019 Stadtdechant in Bonn und leitender Pfarrer an St. Martin in Bonn
- Andreas Pott, Universität Osnabrück, Direktor des Instituts für Migrationsforschung u. Interkulturelle Studien
- Christoph Schröder, Universität Potsdam, Studiendekan der Philosophischen  Fakultät
- Helen Schwenken, Universität Osnabrück, Fachbereich Sozial- und Kulturwissenschaften, Institut für Migrationsforschung u. Interkulturelle Studien

### Kuratorium
Das Kuratorium unterstützt und berät den Verein bei der Erfüllung seiner Aufgaben. Es setzt sich aus sachkundigen, den Aufgaben des Vereins zugewandten Personen zusammen, die dem Vorstand nicht angehören dürfen.

#### Vorsitzende des Kuratoriums
- Rudolf Sieverts (1967–1969)
- Otto Fichtner (1969–1978)
- Wolfgang Zeidler (1979–1986)
- Eberhard Diepgen (seit 1986)

Weitere Kuratoriumsmitglieder
- Ralf  Brauksiepe, ehemaliger MdB, Parl. Staatssekretär a. D.
- Marion Gierden-Jülich, Staatssekretärin a. D.
- Klaus-Jürgen Hedrich, Parl. Staatssekretär a. D.
- Barbara John, Vorsitzende des Paritätischen Wohlfahrtsverbandes Berlin
- Lothar Krappmann, Stellv. Vorsitzender des Hauses der Politischen Bildung e. V., Berlin
- Walter Meyer, Ministerialdirigent a. D.
- Karsten Möring, ehemaliger MdB